# Campeonato Sudamericano Sub-20 de 1967
El Campeonato Sudamericano Sub-20 de 1967, que tuvo como sede a la ciudad de Asunción en Paraguay, fue realizado entre el 3 y el 29 de marzo de ese mismo año.

## Equipos participantes
Participaron en el torneo 9 equipos representativos de las asociaciones nacionales afiliadas a la Confederación Sudamericana de Fútbol:
| Equipos participantes | Equipos participantes | Equipos participantes |
| --------------------- | --------------------- | --------------------- |
| Argentina             | Brasil                | Colombia              |
| Chile                 | Ecuador               | Paraguay              |
| Perú                  | Uruguay               | Venezuela             |

## Fechas y resultados

### Grupo A
| Selección | Pts. | PJ | PG | PE | PP | GF | GC | Dif. |
| --------- | ---- | -- | -- | -- | -- | -- | -- | ---- |
| Paraguay  | 4    | 3  | 2  | 0  | 1  | 8  | 4  | +4   |
| Argentina | 3    | 3  | 1  | 1  | 1  | 5  | 5  | 0    |
| Colombia  | 3    | 3  | 1  | 1  | 1  | 5  | 5  | 0    |
| Venezuela | 2    | 3  | 1  | 0  | 2  | 4  | 8  | -4   |

| 5 de marzo de 1967 | Paraguay | 4:0 | Venezuela | Estadio Manuel Ferreira, Asunción                |  |
|                    |          |     |           | Árbitro(s): Cesar Augusto Orozco Guerrero (Perú) |  |

| 6 de marzo de 1967 | Argentina | 1:1 | Colombia | Estadio General Pablo Rojas, Asunción           |  |
|                    |           |     |          | Árbitro(s): Ramon Ivanoe Barreto Ruiz (Uruguay) |  |

| 8 de marzo de 1967 | Venezuela                                 | 3:1 | Colombia | ?, ? |  |
|                    | Ramón Iriarte 15' 67' · Eduardo Bello 68' |     | Monsalve |      |  |

| 12 de marzo de 1967 | Paraguay | 3:1 | Argentina     | ?, ? |  |
|                     |          |     | García Cambon |      |  |

| 19 de marzo de 1967 | Colombia | 3:1 | Paraguay | ?, ? |  |

| 19 de marzo de 1967 | Argentina                                                | 3:1 | Venezuela          | ?, ? |  |
|                     | García Almeijenda 19' · J. M. Martínez 65' · Cibeyra 80' |     | Orlando Torres 29' |      |  |

#### Definición Segundo Clasificado
| 22 de marzo de 1967 | Argentina | 0:0 | Colombia | ?, ? |  |

### Grupo B
| Selección | Pts. | PJ | PG | PE | PP | GF | GC | Dif. |
| --------- | ---- | -- | -- | -- | -- | -- | -- | ---- |
| Brasil    | 6    | 4  | 3  | 0  | 1  | 7  | 3  | +4   |
| Perú      | 5    | 4  | 2  | 1  | 1  | 8  | 5  | +3   |
| Chile     | 4    | 4  | 2  | 0  | 2  | 5  | 7  | -2   |
| Uruguay   | 3    | 4  | 1  | 1  | 2  | 5  | 7  | -2   |
| Ecuador   | 2    | 4  | 1  | 0  | 3  | 4  | 7  | -3   |

| 3 de marzo de 1967 | Perú | 2:2 | Uruguay | ?, ? |  |

| 6 de marzo de 1967 | Ecuador | 2:1 | Brasil | ?, ? |  |

| 8 de marzo de 1967 | Perú | 3:1 | Chile | ?, ? |  |

| 11 de marzo de 1967 | Brasil | 3:1 | Uruguay | ?, ? |  |

| 11 de marzo de 1967 | Perú | 3:1 | Ecuador | ?, ? |  |

| 14 de marzo de 1967 | Uruguay | 1:0 | Ecuador | ?, ? |  |

| 14 de marzo de 1967 | Brasil | 2:0 | Chile | ?, ? |  |

| 17 de marzo de 1967 | Chile | 2:1 | Ecuador | ?, ? |  |

| 18 de marzo de 1967 | Brasil | 1:0 | Perú | ?, ? |  |

| 19 de marzo de 1967 | Chile | 2:1 | Uruguay | ?, ? |  |

### Fase final
|  | Semifinales | Semifinales | Semifinales |          |           | Final     | Final | Final |  |
|  |             |             |             |          |           |           |       |       |  |
|  |             |             |             |          |           |           |       |       |  |
|  | Argentina   | Argentina   | 2           |          |           |           |       |       |  |
|  | Argentina   | Argentina   | 2           |          |           |           |       |       |  |
|  | Brasil      | Brasil      | 0           |          |           |           |       |       |  |
|  | Brasil      | Brasil      | 0           |          | Argentina | Argentina | 2     |       |  |
|  |             |             |             |          | Argentina | Argentina | 2     |       |  |
|  |             |             | Paraguay    | Paraguay | 2         |           |       |       |  |
|  | Paraguay    | Paraguay    | Paraguay    | Paraguay | 2         | 2         |       |       |  |
|  | Paraguay    | Paraguay    |             |          |           | 2         |       |       |  |
|  | Perú        | Perú        | 1           |          |           |           |       |       |  |
|  | Perú        | Perú        | 1           |          |           |           |       |       |  |
|  |             |             |             |          |           |           |       |       |  |

#### Semifinales
| 26 de marzo de 1967 | Argentina                      | 2:0 | Brasil | ?, ? |  |
|                     | J. M. Martínez · García Cambon |     |        |      |  |

| 26 de marzo de 1967 | Paraguay | 2:1 | Perú | ?, ? |  |

#### Final
| 29 de marzo de 1967 | Argentina            | 2:2 | Paraguay | ?, ? |  |
|                     | Pasternak · Riccardi |     |          |      |  |

- Argentina se clasificó campeón mediante sorteo.[1]

| Argentina         |
| Campeón Argentina |
| 1er título        |

## Cuadro general
| # | Selección | Pts. | PJ | PG | PE | PP | GF | GC | Dif. |
| 1 | Argentina | 6    | 5  | 2  | 2  | 1  | 9  | 7  | 2    |
| 2 | Paraguay  | 7    | 5  | 3  | 1  | 1  | 12 | 7  | 5    |
| 3 | Brasil    | 6    | 5  | 3  | 0  | 2  | 7  | 5  | 2    |
| 4 | Perú      | 5    | 5  | 2  | 1  | 2  | 9  | 7  | 2    |
| 5 | Chile     | 4    | 4  | 2  | 0  | 2  | 5  | 7  | -2   |
| 6 | Uruguay   | 3    | 4  | 1  | 1  | 2  | 5  | 7  | -2   |
| 7 | Colombia  | 4    | 4  | 1  | 2  | 1  | 5  | 5  | 0    |
| 8 | Ecuador   | 2    | 4  | 1  | 0  | 3  | 4  | 7  | -3   |
| 9 | Venezuela | 2    | 3  | 1  | 0  | 2  | 4  | 8  | -4   |